# Anna Plichta
Anna Plichta (Krzywaczka, voivodat de Petita Polònia, 10 de febrer de 1992) és una ciclista polonesa retirada.
Des que es va professionalitzar l'any 2016, va formar part de diferents equips com l'eslovè BTC City Ljubljana (2016), els neerlandesos WM3 Pro Cycling Team (2017) i Boels Dolmans Cyclingteam (2018), l'estatunidenc Trek - Segafredo (2019 i 2020) i des del 2021 del belga Lotto - Soudal Ladies. Va participar en dues proves als Jocs Olímpics de Rio de 2016 i als de Tokyo de 2020. Els anys 2019 i 2020 va assolir la primera posició en el Campionat de Polònia de ciclisme en contrarellotge.
Anna Plichta es va retirar del ciclisme professional a finals del 2021.

## Palmarès
- 2019
  -  Campiona de Polònia en contrarellotge
- 2020
  -  Campiona de Polònia en contrarellotge